# 이태원 (영화 제작자)
이태원(李泰元, 1938년 3월 15일~2021년 10월 24일)은 대한민국의 기업인이자, 영화 제작자다.

## 생애
그는 1938년에 상당한 부잣집에서 태어났다. 부친이 평양에서 여러 사업을 했고 서울에도 집이 있어 미동초등학교를 다녔다. 13남매 중에 서자였던 그는 어릴 때 친모가 집을 나간 뒤 설움을 겪기도 했는데, 6·25가 터진 뒤 피난 중에 길을 잃고 가족과 떨어지면서 더욱 어려움을 겪게 된다. 부산 국제시장에서 좌판 벌여놓고 장물을 팔다가 형을 만나 간신히 중앙중학교에 들어갔고, 졸업 뒤 무작정 서울로 상경하여 일산, 의정부 등지에서 열리는 5일장에 물건 나르는 일을 했다. 24살에 결혼한 그는 주먹 조직인 명동 신상사파에서 건달 생활을 하기도 했는데, 1967년 조직에서 만난 선배를 통해 군납구조에 눈을 뜨게 됐고, 공사 납품판에 끼어서 공사를 따주고 커미션을 받다가 '태흥기업'이라는 회사를 인수해 사장이 됐다.
1973년, 의정부에서 빌딩을 운영하던 친구가 망하자, 이를 인수하게 되었고 마침 건물에 있던 극장을 운영하면서 영화계와 인연을 맺게 된다. 이때부터 그는 특유의 뚝심과 사업 수완으로 경기, 강원 지역의 영화 배급을 시작했다. 당시 영화법은 영화사를 20개로 제한하고, 이 20개 영화사에서 한 해 동안 한국영화 4편을 만들면 외국영화를 수입할 수 있는 권리가 주어졌다. 이렇게 4편을 채우기 위해서, 한국 영화의 상당수가 건성으로 만들어졌고, 대부분의 영화 제작자들은 외화 수입으로 큰 돈을 벌었다. 1984년에 부도 직전의 태창영화사를 8억에 인수해 '태흥영화사'를 만들면서 그도 20개 영화사 중 하나로 끼여들어 본격적으로 영화 제작과 수입에 나선다. <터미네이터>, <에일리언> 등 외화를 수입하여 돈을 벌게 되지만, 그도 잠시. 1986년에 영화법이 바뀌면서 이제 누구나 영화를 제작하고 수입할 수 있게 된다.
임권택 감독과는 1984년에 처음 김지미 주연의 <비구니>로 만났는데, 공교롭게도 불교계 반대로 찍다 중단됐다. 기생이 절에 들어가 해탈한다는 이야기로, 절에 들어가기 전에 있는 정사장면을 불교계에서 문제삼고 나선 것.
하지만 임 감독과 <아제 아제 바라아제>를 거쳐 1990년 공전의 히트작 <장군의 아들>을 찍었다. <장군의 아들>은 작품성, 해외영화제 이런 의식없이 오로지 흥행을 목적으로 제작된 오락물이었는데, 관객이 무려 50만명을 넘는 대박을 터뜨렸다. 이후 임 감독과 계속해서 <장군의 아들> 2편과 3편, 그리고 <서편제>와 <축제>로 이어졌고, 마침내 2002년 <취화선>이 칸영화제 감독상을 받는 쾌거를 이뤘다.
1996년에는 탈세 혐의로 구속되는 어려움을 겪기도 했던 그는 <춘향뎐>부터 계속 흥행부진에 내몰려 <하류인생>, <취화선> 등이 모두 흥행에 빛을 보지 못했다. 자기 자본으로 영화를 제작했던 그 역시 <춘향뎐> 때부터 투자를 받게 되는데, <취화선>과 <하류인생>은 시네마서비스 사장인 강우석 감독의 도움으로 제작을 마칠 수 있었다.
부인은 이한숙씨. 둘째 아들인 이효승씨는 영화 <두사부일체>의 공동 제작과 투자를 맡아 대박을 터뜨리기도 했다.
2020년 5월 낙상 사고를 당했으며, 병세 악화로 2021년 10월 24일 별세하였다.

## 학력
- 동북고등학교

## 작품

### 기획/제작
- 1984년 《장남》
- 1984년 《무릎과 무릎 사이》
- 1985년 《돌아이》
- 1986년 《뽕》
- 1987년 《기쁜 우리 젊은 날》
- 1987년 《두 여자의 집》
- 1988년 《업》
- 1988년 《어른들은 몰라요》
- 1989년 《개그맨》
- 1989년 《아제 아제 바라아제》
- 1989년 《그 후로도 오랫동안》
- 1990년 《오세암》
- 1990년 《장군의 아들》
- 1990년 《꼭지딴》
- 1990년 《꿈》
- 1991년 《젊은 날의 초상》
- 1991년 《장군의 아들 2》
- 1991년 《경마장 가는 길》
- 1992년 《이혼하지 않은 여자》
- 1992년 《장군의 아들 3》
- 1993년 《서편제》
- 1993년 《화엄경》
- 1993년 《참견은 노 사랑은 오예》
- 1994년 《장미빛 인생》
- 1994년 《태백산맥》
- 1995년 《금홍아 금홍아》
- 1996년 《축제》
- 1996년 《미지왕》
- 1997년 《창》
- 1998년 《세븐틴》
- 1999년 《세기말》
- 2000년 《춘향뎐》
- 2002년 《취화선》
- 2004년 《하류인생》

## 수상
- 1986년 제10회 황금촬영상 시상식 감독상
- 1994년 제32회 대종상영화제 영화발전공로상
- 2000년 제8회 이천 춘사대상영화제 올해의 기획제작상
- 2002년 은관문화훈장
- 2003년 제39회 백상예술대상 영화 특별상

## 가족 관계
- 배우자: 이한숙
  - 아들: 이철승, 이효승, 이지승
    - 며느리: 김숙겸, 수난타, 김수현

  - 딸: 이선희
    - 사위: 이주희